# Félix Lobo
José Félix Lobo Aleu (San Sebastián, España; 18 de marzo de 1946) es catedrático de Economía y director del Seminario de Estudios Sociales de la Salud y los Medicamentos de la Universidad Carlos III de Madrid. En la actualidad dirige junto a Javier Soto y Miguel Ángel Casado el Máster en Evaluación Sanitaria y Acceso al Mercado (Fármaco-Economía) de la misma Universidad. Fue catedrático en las universidades de Santiago de Compostela y de Oviedo.
Es Licenciado en Derecho y Doctor en Ciencias Económicas (Universidad Complutense de Madrid). Se especializó en Economía Industrial y Economía de la Salud en las universidades de York (Inglaterra) y de California en Berkeley (EE. UU.).
Trabajó como abogado (1970-1972) y economista de IBERPLAN (1972-1977).

## Historia Profesional
Funcionario temporal del Centro Internacional de Estudios Industriales y consultor de la Organización de las Naciones Unidas para el Desarrollo Industrial en Viena; consultor de la Organización Mundial de la Salud (OMS); de la Oficina Panamericana de la Salud (OPS); de la Comisión de la Unión Europea y del Banco Mundial. Es miembro del Consejo de expertos en política y gestión del medicamento de la O.M.S. desde 1987.

## Servicio Público
Servicio público en el Ministerio de Sanidad de España:
- Director general de Farmacia y Productos Sanitarios (1982-1988)
- Presidente de la Agencia Española de Seguridad Alimentaria y Nutrición (2005-2008)
- Miembro de las comisiones redactoras de los anteproyectos de Ley General de Sanidad de 1986 y de Ley del Medicamento de 1990
- Inició la elaboración de la Ley de Seguridad Alimentaria y Nutrición de 2011
- Fue miembro de la Subcomisión de Farmacia del Informe Abril.

Servicio público en la Universidad:
- Director del Departamento de Economía de la Universidad de Oviedo
- Vicerrector de Asuntos Económicos de la U. Internacional Menéndez y Pelayo
- Vicedecano de la Licenciatura de Economía, Vicerrector de Tercer Ciclo y Decano de la Facultad de Ciencias Sociales y Jurídicas de la U. Carlos III de Madrid (2004-2005)

## Distinciones y premios
- Premio Nacional de Bachillerato.
- Premio extraordinario de doctorado de la Facultad de Ciencias Económicas de la Universidad Complutense de Madrid.
- Premio a la trayectoria profesional de la Fundación Bamberg (2007).
- Premio de la Red Nacional de Fármaco-vigilancia.
- Gran Cruz de la Orden Civil de Sanidad (2009).[3]

## Instituciones científicas
- Miembro del Comité de expertos en Política y gestión del medicamento de la Organización Mundial de la Salud.
- Miembro de la Asociación Española de Economía de la Salud. Vocal de su junta directiva 1989-1993.
- Presidente del Comité científico de las XXXIII Jornadas de Economía de la Salud, 2013, Santander.

## Publicaciones seleccionadas
- LOBO, F.(2015): Libro "Políticas actuales de precios de medicamentos en Europa: panorama general", Colección Salud y Sociedad , Editorial Springer, ISBN 9788494034695.
- LOBO, F.(2014): Libro "La Intervención de Precios de los Medicamentos en España", Colección Salud y Sociedad , Editorial Springer, ISBN 9788494034688.
- LOBO, F. y FELDMAN, R.:”Generic Drug Names and Social Welfare”, Journal of Health Politics, Policy and Law, de próxima publicación, 2012.
- FELDMAN, R. y LOBO, F.: “Competition in Prescription Drug Markets: the Roles of Trademarks, Advertising, and Generic Names”, The European Journal of Health Economics, Health Economics in Prevention and Care,(ISSN 1618-7598), DOI 10.1007/s10198-012-0414-7, 2012.
- “Alimentación y actividad física: un reto de nuestro tiempo”, Medicina Clínica, Vol.136 N 4, 2011, p. 153-5.
- “La justificación de las políticas de salud pública desde la ética y la eficiencia económica. Informe SESPAS 2010”, en colaboración con M.A. RAMIRO AVILÉS Gaceta Sanitaria; Vol. 24 (Suppl 1), 2010, p. 120–127.
- “Community Nutrition in Spain: Advances and Drawbacks”, en colaboración con ARANCETA, J., F., VIEDMA, P., SALVADOR-CASTELL, G., MARTÍNEZ DE VICTORIA, E., ORTEGA, R.M., BELLO, L., and TUR-MARÍ, J.M.Nutrition Reviews, Vol. 67(Suppl. 1), 2009, S135–S139.
- “Políticas de salud pública para la promoción de la alimentación saludable y la prevención de la obesidad”, Rev Esp Salud Pública 2007; 81: 437-441.
- “La economía del sector sanitario en la Comunidad de Madrid”, en colaboración con J. OLIVA y N. JORGENSEN en J. L. GARCÍA DELGADO. (recop.): La estructura económica de la Comunidad de Madrid, (3ª ed.) Madrid 2007.
- “ Indirect Costs of Cervical and Breast Cancer in Spain”, en colaboración con J. OLIVA, J. LÓPEZ BASTIDAS, N. ZOZAYA Y R. ROMAY, The European Journal of Health Economics, Vol. 6, N. 4, December 2005, p.309-313.
- “Implementing R&D Policies: An Analysis of Spain´s Pharmaceutical Research Program”, en colaboración con K. DESMET y P. KUJAL, Research Policy, Vol. 33, 2004, p. 1493-1507.
- “Costes no sanitarios ocasionados por las enfermedades isquémicas del corazón en España”, en colaboración con J. OLIVA, J. LÓPEZ-BASTIDAS, B. DUQUE, R. OSUNA, Cuadernos Económicos ICE, n.º 67, 2004, p. 263-298.
- “Direct Health Care Costs of Diabetes Mellitus Patients in Spain” en colaboración con J. OLIVA, B. MOLINA y S. MONEREO, Diabetes Care, Vol 27 Número 11, noviembre de 2004, p. 2626-2621.
- “La Economía del sector sanitario” with J. OLIVA, in GARCÍA-DELGADO, José Luis (ed.): Estructura económica de Madrid, 2nd ed. Consejería de Economía e Innovación Tecnológica, Comunidad de Madrid, Madrid 2003.
- La organización de los servicios públicos sanitarios (2001), (editor with L. Parejo and M. Vaquer), Marcial Pons, Madrid 2001.
- Los Medicamentos y las nuevas realidades económicas, (recopilador con G. Velásquez), Civitas y OMS, Madrid 1997.(Hay versión en inglés).
- “Global Budgets and Excess Demand for Hospital Care”, en colaboración con R. Feldman (Universidad de Minnesota),1997, Health Economics, Vol. 6, p. 187 a 196.
- Medicamentos: Política y Economía, Masson S.G., Barcelona, 1992.
- Colaboraciones y artículos en libros colectivos, revistas científicas y en la prensa.
- Consejero editorial: International Journal of Health Services (Baltimore); Revista de Sanidad e Higiene Pública (Madrid); Gaceta Sanitaria (Madrid);Gestión Clínica y Sanitaria (Valencia); Temas de Derecho Industrial y de la Competencia (Buenos Aires); Eurohealth (Londres); Información Comercial Española (Madrid).